# Avia BH-19
De Avia BH-19 is een Tsjechoslowaaks laagdekker-jachtvliegtuig gebouwd door Avia. De BH-19 is ontworpen door Pavel Beneš en Miroslav Hajn en maakte de eerste vlucht in 1924. In totaal zijn er twee stuks gebouwd, beiden prototypes.
De BH-19 was net als zijn voorganger de BH-3 ontworpen naar het geloof van de ingenieurs dat een leegdekker de beste jagers maken. De eerste tests toonden ook uitstekende vliegeigenschappen, maar ook problemen met de controle en overmatige trillingen in het rolroer.
Het eerste prototype stortte neer tijdens snelheidstesten. Het tweede prototype liet geen betere handelbaarheid zien dan zijn voorganger. Op dat punt greep het Tsjechoslowaakse Ministerie van Oorlog in en vroeg Avia te stoppen met de pogingen om een laagdekker-jachtvliegtuig te ontwikkelen.

## Specificaties
- Bemanning: 1, de piloot
- Lengte: 7,37 m
- Spanwijdte: 10,80 m
- Vleugeloppervlak: 18,3 m2
- Leeggewicht: 792 kg
- Volgewicht: 1 155 kg
- Motor: 1× een door Škoda in licentie gebouwde Hispano-Suiza 8Fb V8, 230 kW (310 pk)
- Maximumsnelheid: 245 km/h
- Vliegbereik: 520 km
- Plafond: 8 000 m
- Klimsnelheid: 5,6 m/s